# Актюбінська сільська рада
Актю́бінська сільська рада (рос. Актюбинский сельский совет) — сільське поселення у складі Світлинського району Оренбурзької області Росії.
Адміністративний центр та єдиний населений пункт — селище Актюбінський.

## Населення
Населення — 452 особи (2019; 554 в 2010, 1001 у 2002).